# Потоцкий, Николай
Никола́й Пото́цкий по прозванию Медвежья Лапа (пол. Mikołaj Potocki; 1595 — 20 ноября 1651) — крупный польский магнат, государственный и военный деятель. Ротмистр королевский (1620), полковник (1626/1627), генеральный староста земли подольской (1633), польный писарь коронный (1636), воевода брацлавский (1636—1646), польный гетман коронный (1637—1646), каштелян краковский (1646—1651), великий гетман коронный (1646—1651), староста любельский, черкасский, летичевский, нежинский и барский. Старший сын воеводы брацлавского Якуба Потоцкого и Ядвиги Прусиновской.

## Биография
В 1604—1609 гг. учился в Замойской академии. В 1609—1611 гг. участвовал в военном походе польского короля Сигизмунда Вазы на Смоленск. В 1620 году ротмистр Николай Потоцкий участвовал в битве под Цецорой и был взят турками в плен. После возвращения из татарского плена участвовал в 1627 году в войне со Швецией в Поморье. В 1633 году в звании генерального старосты земли подольской Николай Потоцкий вместе с Иеремией Вишневецким и Станиславом Конецпольским разгромил в битве под Паневцами турецкую армию Абаз-паши. В 1636 году Николай Потоцкий был назначен польным писарем коронным и воеводой брацлавским. В 1637 году стал польным гетманом коронным.
Боролся с казаками. В частности, в 1637—1638 годах руководил подавлением казацко-крестьянских восстаний, возглавляемых Павлюком, Яковом Острянином и Гуней. В декабре 1637 года разгромил повстанческое войско Павлюка в битве под Кумейками. В августе 1638 года вынудил капитулировать казацко-крестьянское ополчение Дмитрия Гуни. После подавления восстания получил на Украине обширные земельные владения. В 1646 году после смерти Якуба Собесского Николай Потоцкий был назначен каштеляном краковским, а затем после смерти Станислава Конецпольского и новым великим гетманом коронным, то есть главнокомандующим польскими военными силами.
В мае 1648 года, с началом восстания Богдана Хмельницкого его авангард во главе с сыном Стефаном был разбит под Желтыми Водами, а он сам под Корсунем попал в татарский плен, где провёл два года. В апреле 1650 года за огромный выкуп был освобождён из плена и вернулся на родину. В июне 1651 года участвовал в битве под Берестечком, командуя частью польской армии. После отъезда короля Яна Казимира великий гетман коронный Николай Потоцкий принял на себя командование армией. Во главе польских войск двинулся на Киевщину, где соединился с литовской армией Януша Радзивилла и продолжил военные действия против казаков и татар. После битвы под Белой Церковью в сентябре 1651 года от имени польского правительства заключил с украинским гетманом Богданом Хмельницким так называемый Белоцерковский мирный договор. В ноябре 1651 года великий гетман коронный Николай Потоцкий скончался в Хмельнике.
История казацкого восстания 1637—1638 годов изложена в дневниках непосредственного участника событий, генерала (епископа) доминиканского ордена Симона Окольского («Dyaryusz transactiey wojennej między wojskiem koronnem i zaporoskiem w r. 1637 miesiąca Grudnia przez Mikołaja Potockiego zaczętej i dokończonej»; «Kontynuacya dyaryusza wojennego»).
История казацкого восстания 1637—1638 годов, подавленного гетманом Н. Потоцким, легла в основу повести Н. В. Гоголя «Тарас Бульба» и дала конкретные примеры драматических судеб героев.

## Семья
Николай Потоцкий был дважды женат. До 1631 года Николай Потоцкий первым браком женился на Софии Фирлей, дочери воеводы любельского Петра Фирлея (ум. 1619). Дети от первого брака:
- Пётр (1622—1657), полковник коронных войск (1648), генеральный староста земли подольской (1649), воевода брацлавский (1651), староста летичевский
- Стефан (ок. 1624-04.05.1648), староста нежинский
- Николай (1628—1676), генеральный староста земли подольской и каменецкий комендант (1664), староста летичевский и черкасский;
- Марианна, жена коронного обозного Адама Казановского (ум. 1648)
- Виктория, жена с 1645 года польного коронного писаря Анджея Конецпольского (ум. 1649)

До 1642 года вторично женился на Эльжбете Казановской, дочери воеводы подольского и польного гетмана коронного Мартина Казановского (1563—1636). Дети от второго брака:
- Якуб (1638—1671), польный коронный писарь (1664), староста тлумацкий, хмельницкий и краснопольский
- Доминик (1646—1683), подкоморий галицкий (1680), надворный коронный подскарбий (1683), староста хмельницкий
- Александра, жена каштеляна киевского Адама Коссаковского
- Иоанна, жена воеводы подольского Николая Даниловича (ум. 1688)